# Zikmund I. Berchtold z Uherčic
Zikmund I. Berchtold z Uherčic (německy Sigismund Andreas Corsinus Graf Berchtold, Freiherr von Ungarschitz; 4. února nebo 5. února 1799 Buchlov – 26. listopadu 1869 Buchlov) byl moravský šlechtic, majitel buchlovického panství (po zrušení poddanství v roce 1848 statku) s hradem Buchlovem v letech 1809–1856.

## Původ a život

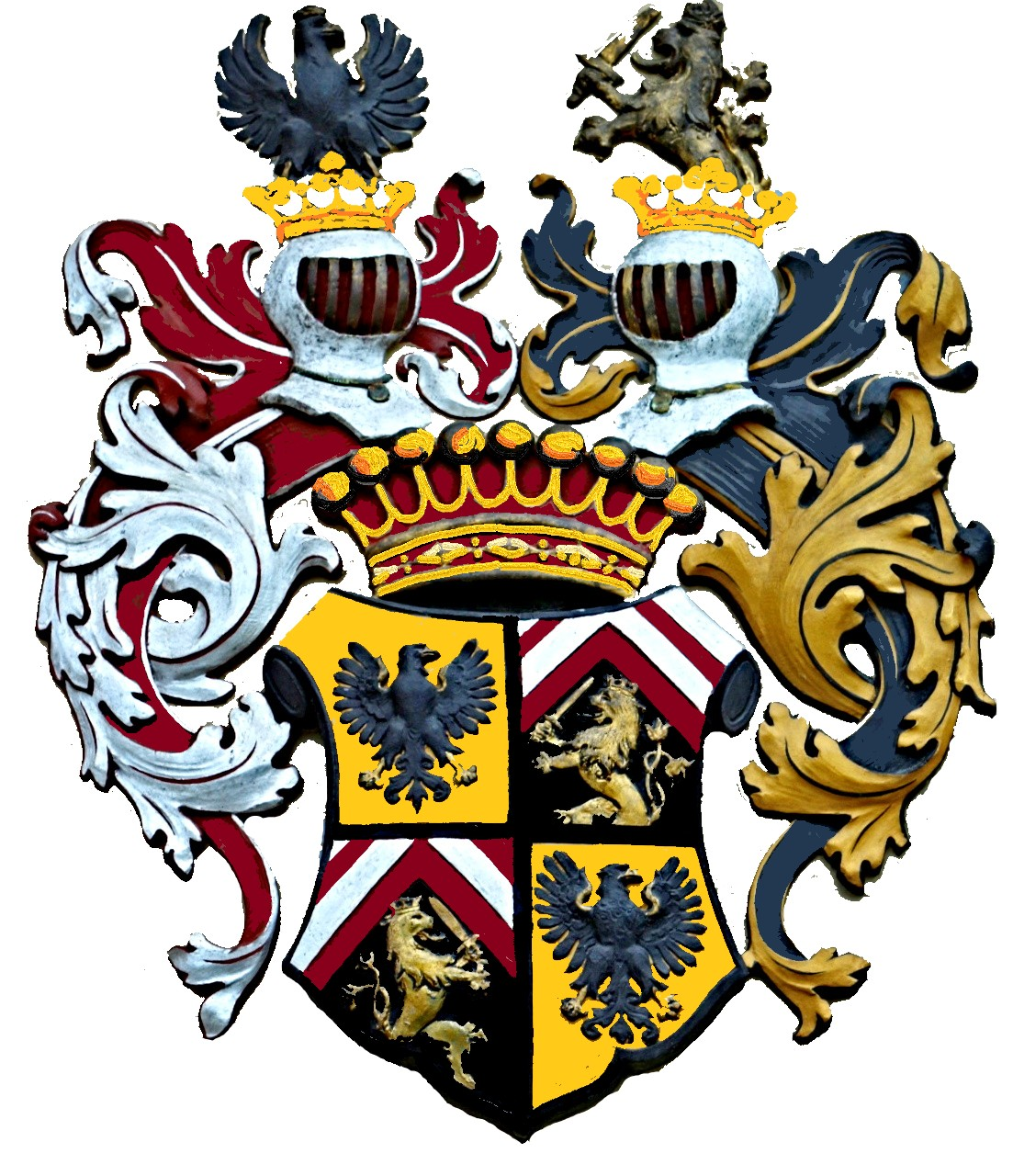
Erb Berchtoldů

Zikmund I. se narodil jako prvorozený syn Leopolda I. Berchtolda z Uherčic (1759–1809) a jeho manželky Marie Johany z Magnis (1772–1814). Měl bratra Antonína (1801–1863).
Studoval práva a politické vědy na univerzitě ve Vídni. Kariéru začal budovat ve státních službách. Byl důstojníkem královské uherské tělesné gardy, zasedal na moravském zemském sněmu i soudu a jako přísedící soudu trenčínského komitétu, získal čestný titul c. k. komoří.
Osudnou se mu stala účast v uherském povstání proti centrální habsburské vládě v revolučním roce 1848. V roce 1849 byla revolta krvavě potlačena a Berchtoldovi, který byl jedním z iniciátorů vzpoury, dokonce hrozil trest smrti. Nakonec byl po četných přímluvách přátel a především manželky Ludmily trest císařem Františkem Josefem I. zmírněn na doživotní domácí vězení na svém panství. Posledních dvacet let svého života tak strávil na Buchlově a Buchlovicích. Svůj zájem tehdy obrátil k uspořádání přírodovědných a historických sbírek, které shromáždil jeho otec a nevlastní strýc Bedřich Všemír Berchtold z Uherčic (1781–1876). Po roce 1848 zpřístupnil hrad Buchlov veřejnosti.
Zemřel na zánět střev několik měsíců po své manželce v roce 1869 a oba byli pohřbeni v berchtoldské hrobce v kapli svaté Barbory nedaleko hradu Buchlova. Jejich společný klasicistní náhrobek se nachází na evangelijní straně hlavního oltáře.

## Majetek

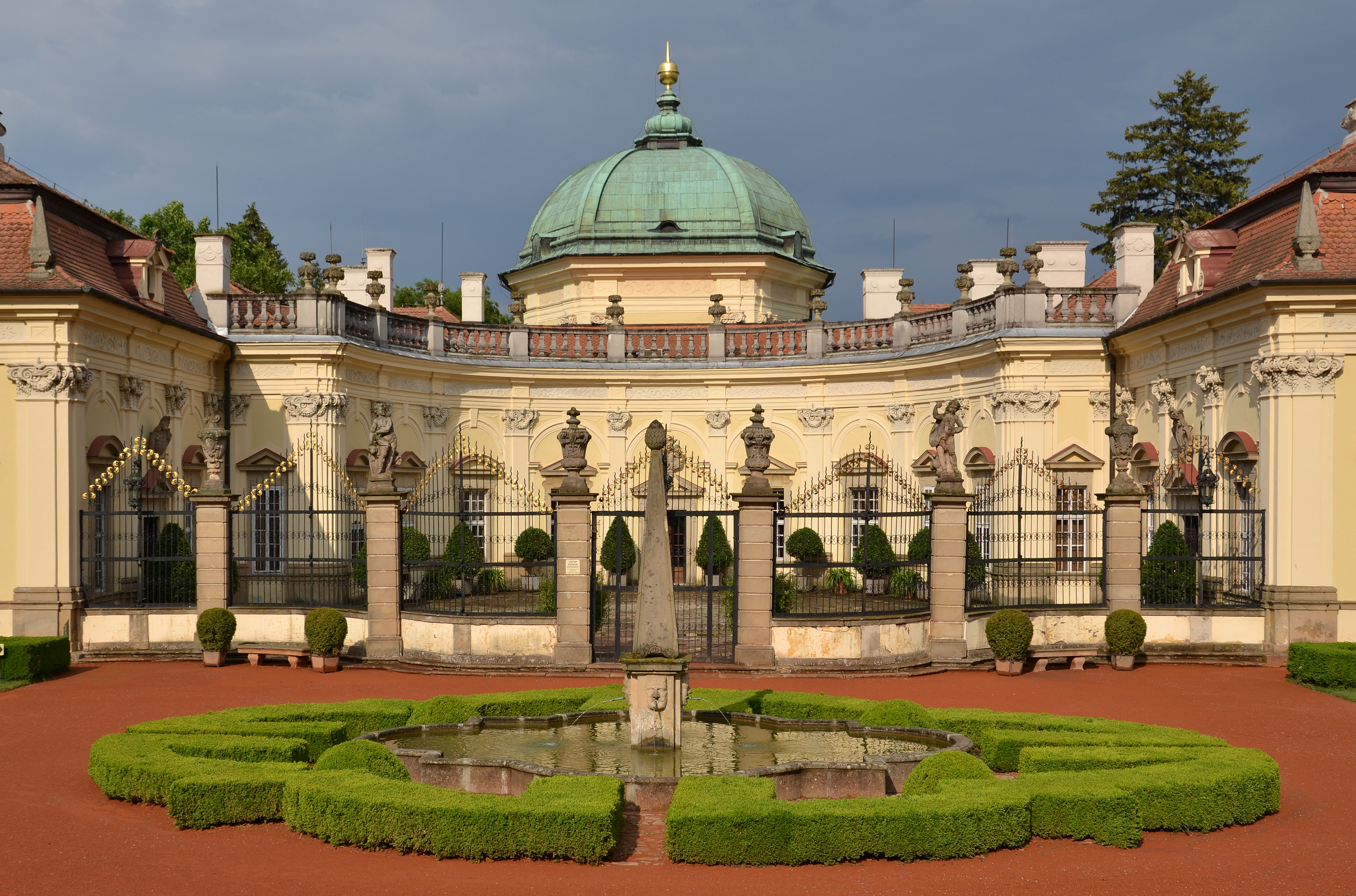
Zámek Buchlovice

Zikmundův otec Leopold I. byl velkým filantropem a v důsledku svých dobročinných aktivit panství značně zadlužil. Po jeho smrti v roce 1809 dokonce hrozilo odprodání majetku židovskému bankéři a velkoprůmyslníkovi Salomonovi Rotschildovi (1774–1855). Poté v době Zikmundovy nezletilosti spravovala panství až do své smrti v roce 1814 jeho matka. Kromě velkostatku Buchlovice získal Zikmund I. po hraběcí rodině Teleki v Uhrách statky Putnok a Velké Záblatí (dnes Trenčín). V roce 1856 převedl majetek na svou choť a předal správu velkostatku svému synovi Zikmundu II.

## Rodina
Na Konopišti se 23. října 1828 oženil s hraběnkou Ludmilou Wratislavovou z Mitrowicz a Schönfeldu (26. 7. 1808 Praha – 2. 8. 1869 Buchlov), dámou Řádu hvězdového kříže, dcerou Františka Josefa Wratislava (1775–1849) a jeho manželky Antonie ze Sterndahlu (1782–1851). Hraběnka se stýkala s mnohými obrozenci a vlastenci, mezi nimi s rodinou Františka Palackého, s Václavem Hankou nebo se svým prastrýcem Janem Jeníkem z Bratříc. Narodily se jim tři děti:
- 1. Zikmund II. (6. 2. 1834 Buchlov – 19. 3. 1900 vila Bergudi u Rijeky)
  - ⚭ (8. 7. 1860 Obříství) Josefina Gabriela z Trauttmansdorff-Weinsbergu (13. 6. 1835 – 28. 3. 1894 Vídeň)
- 2. Valburga (Walpurgis; 13. 8. 1829 Buchlovice – 21. 2. 1856 Buchlovice)
  - ⚭ (27. 6. 1852 Vídeň) Bedřich z Hartigu (3. 11. 1818 Vídeň – 5. 8. 1877 Klobenstein am Ritten)
- 3. Ludmila (20. 4. 1831 Buchlov – 5. 6. 1915 Vídeň)
  - ⚭ (20. 2. 1848 Buchlov) Hubert Jindřich de la Fontaine a d'Harnoncourt-Unverzagt (5. 12. 1827 Hrotovice – 28. 12. 1897 Vídeň)

Vnuk Leopold II. Berchtold z Uherčic (1863–1942) byl věrný habsbursko-lotrinské dynastii a postupně zastával úřady rakousko-uherského velvyslance v Rusku (1906–1911), rakousko-uherského ministra zahraničí (1912–1915), vrchního hofmistra následníka trůnu (1915–1916) a nejvyššího císařského komorníka (1916–1918).